# The Farnsworth Parabox
The Farnsworth Parabox (рус. «Парабокс Фарнсворта») — пятнадцатый эпизод четвёртого сезона мультсериала «Футурама». Североамериканская премьера этого эпизода состоялась 8 июня 2003 года.

## Сюжет
Профессор Фарнсворт едва не погибает при очередном своём эксперименте, а Фрай опять пытается пригласить Лилу на свидание, но та снова отказывает ему.
Профессор просит свой экипаж уничтожить (сбросив на Солнце) коробку, в которой находится то, что едва не убило его. При этом он запрещает им заглядывать туда, чем только разжигает их любопытство. Гермес ставит на охрану груза вооружённую Лилу. Фрай с Бендером похищают коробку, но находят в ней лишь старый хлам: Лила подменила коробки, зная, что приятели попытаются нарушить запрет Профессора.
Тем временем Лила, подкинув монетку для осуществления выбора, сама заглядывает в коробку. Она видит пустоту и падает в неё, вскоре приземляясь на пол. Входит Фрай: он брюнет и одет по-другому. За ним идёт Бендер, покрытый позолотой, и Профессор со шрамом на голове. Потом Лила видит и себя — рыжеволосую.
Вскоре новый Профессор понимает, в чём дело: в коробке — параллельная Вселенная. Он подозревает, что Вселенная, откуда появилась Лила, населена их злыми двойниками, и посылает в коробку вооружённую другую Лилу, чтобы она пленила других обитателей. В результате два экипажа «Межпланетного экспресса» встречаются лицом к лицу. Две Лилы дерутся, но их силы совершенно равны. Оба экипажа согласны искать ненасильственное решение возникшей проблемы. Они решают назвать Вселенную Лилы с Фиолетовыми Волосами Вселенной-А, а вторую — Вселенной-1. Становится ясно, что ключевое различие между Вселенными — орёл или решка, на которые упала монета, а значит, заглянула ли Лила в коробку или нет. Что интересно, Фрай-1 и Лила-1 — женаты.
Вскоре «близнецы» из разных Вселенных начинают дружить между собой. Оба Фрая и обе Лилы за обедом в ресторане «У Эльзара» рассказывают историю, как они сошлись. После подкидывания монеты Лила-1 и Фрай-1 пошли на свидание, и у них всё закрутилось. Во вселенной Лила-А и Фрай-А так и не смогли сойтись.
Оба Зойдберга работают над планом, как им привлечь к себе внимание, — они крадут коробку со Вселенной-А.
Оба профессора объявляют, что ни один из экипажей не является «злобным», и поэтому экипаж-А свободен в своих действиях. Профессорам приходит в голову, что Гермес-А уничтожит коробку, выполняя задание, и тогда все погибнут. Поэтому оба экипажа собираются отправиться во Вселенную-А, чтобы остановить его, но коробка уже украдена. Гермес-1 предстаёт блондином в сером костюме.
Тем временем Гермес-А уже летит к Солнцу, чтобы сбросить на него коробку.
Во Вселенной-1 Профессора ищут другую коробку со Вселенной-А, перебирая большое их количество (включая холодную, дамскую и вселенную, в которой можно застрять). В это время входят Зойдберги с пропавшей коробкой. Завязывается потасовка: лобстеры прыгают в одну из коробок (не выпуская из клешней коробку-А) и теряются во множестве коробок, осыпавшихся с полок. Оба экипажа начинают обыскивать Вселенные, чтобы найти беглецов.
Во Вселенной-25 экипаж слеп, поэтому никого не видел.
Во Вселенной-1729 — экипаж с гипертрофированными пародийными головами.
Во Вселенной-31 экипаж состоит из роботов. Фрай-31 приглашает Лилу-А на свидание и взрывается после отказа.
Во Вселенной-XVII задумчивый Профессор Фарнсворт в древнеримской тоге что-то пишет у доски. Оба Бендера хвастаются своими добычами во Вселенной гномов (горшочек золотых монет) и Вселенной пиратов (сундук с сокровищами).
Вселенная-420 — вселенная хиппи. Эми-420 делает массаж Профессору-420, который заявляет Профессору-А, что «не надо искать Вселенную, Вселенная есть в каждом из нас», а в воздухе плавает наркотический дым. Именно здесь и обнаруживаются беглецы. Профессор-А не принимает цветок версии-420.
Все прыгают в коробку-А и успевают остановить Гермеса-А в самую последнюю секунду.
В офисе «Межпланетного экспресса»-А все прощаются и расходятся по своим Вселенным. Фрай-А приглашает Лилу-А на свидание, и та, подкинув монетку, соглашается. Профессора обмениваются коробками, и теперь у Фарнсворта есть коробка с собственной Вселенной, а не параллельной. Проверяя это, Бендер трясет её, и все ощущают тряску мира. Профессор говорит, чтоб все ценили и оберегали свою Вселенную, но уже вскоре её используют как стул. В конце эпизода Фрай садится на коробку, и всё вокруг расплющивается по горизонтали, чего, впрочем, никто не замечает.